# Johann Friedrich Wilhelm von Losch
Johann Friedrich Wilhelm von Losch (geb. am 7. Juni 1753 in Tilsit; gest. am 30. März 1817 ebenda) war ein preußischer Gutsbesitzer, Rittmeister, Landrat und Landesdirektor.

## Herkunft und Leben
Johann Friedrich Wilhelm von Losch war der Sohn von 
Melchior Erdmann von Losch (1698–1762), preußischer Oberst, und dessen Ehefrau Albertine Bernhardine Louise (1716–1795), geb. von Packmohr. Im Alter von 14 bis 19 Jahren war er Page des Prinzen Heinrich von Preußen. Im Jahr 1766 trat er in das Husaren-Regiment Nr. 5 von Lossow in Goldap ein und avancierte dort bis zum Rang eines preußischen Rittmeisters. Aufgrund einer Sehschwäche wurde er 1776 von seinem Dienst beim Militär verabschiedet. Nachdem er 1779 in Berlin sein Examen abgelegt hatte, wurde er 1783 Landrat im Landkreis Insterburg und Tilsit, sowie Landesdirektor zu Tilsit. Er hatte u. a. die Hauptämter Insterburg, Ragnit, Tilsit und Memel zu respizieren. Noch kurz vor seiner Pensionierung am 1. Oktober 1812 war er am 26. August des Jahres zum Kreissteuer-Kommissarius ernannt worden.

## Persönliches
Johann Friedrich Wilhelm von Losch war Erbherr auf dem Adelsgut Jakunowen im Kreis Angerburg in Ostpreußen, das er um 1774/77 von der Schwester seines Vaters im Wert von 10.500 Talern erworben hatte. 